# Asociación de Cronistas Cinematográficos de la Argentina
L'Asociación de Cronistas Cinematográficos de la Argentina è un'associazione di critici cinematografici che consegna i premi Condor d'argento (Cóndor de Plata) per raggiungimenti particolari nell'industria cinematografica argentina. I premi sono gli equivalenti argentini degli Oscar americani
L'associazione nasce il 10 luglio 1942 e i premi vengono consegnati dal 1943, salvo qualche edizione non convocata. La Asociación de Cronistas Cinematográficos de la Argentina è membro della Fédération Internationale de la Presse Cinématographique, conosciuta anche come FIPRESCI.

## Condor d'argento
Il 'condor d'argento' (Cóndor de Plata) è consegnato a film argentini in due sezioni: miglior film ibero-americano, e miglior film straniero. Il condor alla carriera è consegnato regolarmente, altri condor speciali con meno regolarità. Secondo Internet Movie Database l'associazione ha consegnato premi i seguenti anni:1943–1957, 1959–1974, 1981–1983, 1985-oggi.
A gennaio 2007 il segretario generale dell'associazione è Pablo De Vita.

## Premi
I premi consegnati includono:
- Miglior film
- Miglior regista
- Miglior attore
- Miglior attrice
- Miglior attore non protagonista
- Miglior attrice non protagonista
- Miglior sceneggiatura originale
- Miglior sceneggiatura non originale
- Miglior scenografia
- Miglior fotografia
- Miglior montaggio
- Miglior suono
- Miglior colonna sonora
- Miglior canzone
- Miglior trucco
- Migliori costumi
- Miglior film ibero-americano
- Miglior film in lingua straniera
- Miglior opera prima
- Miglior documentario
- Miglior cortometraggio
- Miglior serie o film per la televisione
- Premio alla carriera (include giornalisti)